# Meta Romuli
La Meta Romuli (en latín mēta Rōmulī [ˈmeːta ˈroː.mʊ.ɫ̪iː] , trad.: "Pirámide de Rómulo "; también llamada "Piramide vaticana" o "Piramide di Borgo" en italiano) fue una pirámide construida en la antigua Roma que es importante por razones históricas, religiosas y arquitectónicas. En el siglo XVI, fue demolida casi por completo.

## Historia

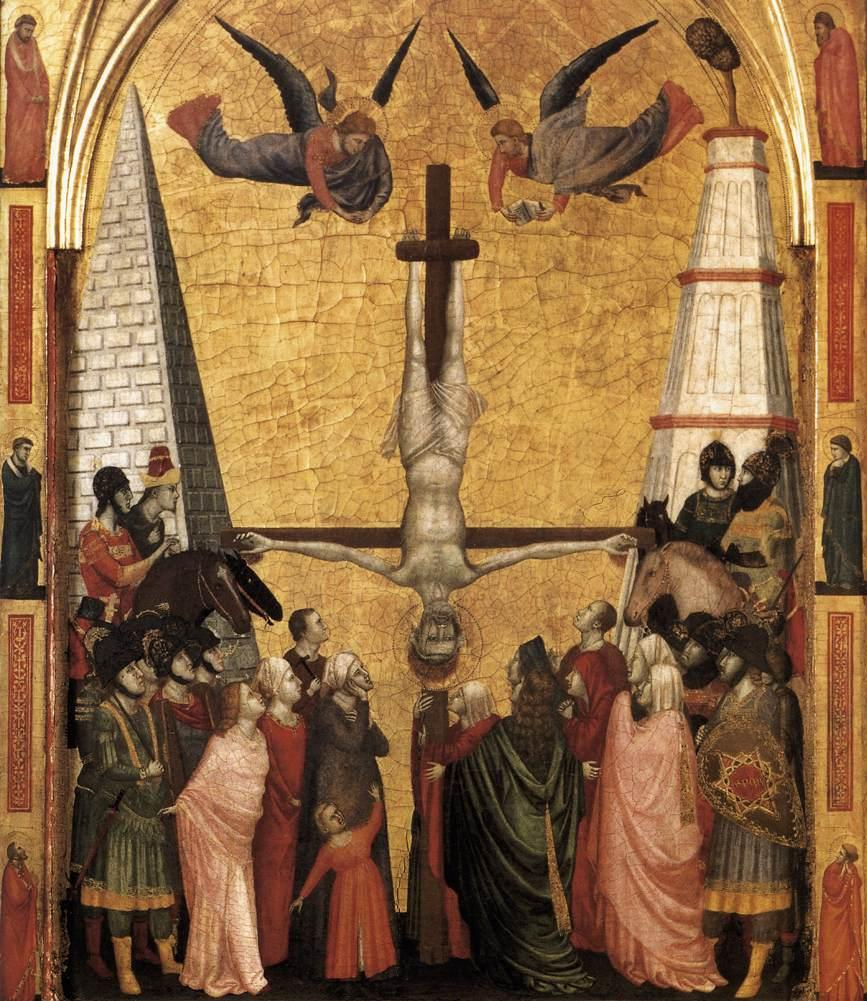
La Meta Romuli representada en el Tríptico Stefaneschi de Giotto.

El distrito del Borgo era en la época romana un lugar donde se realizaban los entierros de personajes emblemáticos, entre ellos, San Pedro, donde actualmente se encuentra la Basílica de San Pedro. Los cimientos de la antigua estructura se encontraron en la zona norte de la Via della Conciliazione, las excavaciones se llevaron a cabo entre los años 1948-1949.
La primera vez que fue mencionada esta pirámide fue en algunos escritos de Helenio Acrón, un escritor romano de los siglo II y III d. C. Este Acrón dice que las cenizas de Publio Cornelio Escipión Africano, el vencedor de la decisiva batalla de Zama contra Aníbal que puso fin a la segunda guerra púnica, fueron extraídas de una pirámide en la zona del Vaticano. Aunque lo que se creyó durante mucho fue la posibilidad de que las cenizas de Rómulo y Remo descansaran en este monumento funerario, confundiendo a la Pirámide de Rómulo con la Pirámide Cestia.
A pesar de la importancia religiosa que tenía esta pirámide, el papa Alejandro VI mandó demoler la estructura en 1498 para dar paso a la planeada Via Alessandrina, una carretera que conectaría el Vaticano con un puente sobre el Tíber. Sin embargo, en una carta escrita al papa León X en 1519 por el pintor y arquitecto italiano Rafael, describe cómo todavía podía ver los restos del monumento décadas después.